# Ormosia levanidovae
Ormosia levanidovae là một loài ruồi trong họ Limoniidae. Chúng phân bố ở miền Cổ bắc.